# 2018电影之夜
2018电影之夜即2018电影嘉年华 电影之夜，是南都光原娱乐、1978电影小镇、浙江卫视联合主办的电影盛会，前身为华语电影传媒大奖。于2018年12月9日在广州增城1978电影小镇举行颁奖典礼，表彰华语电影。

## 评选标准
联合电影专业评审团、猫眼娱乐大数据以及专业媒体，共推出专业推荐、大数据、媒体推荐三大单元。

## 提名及推荐名单

### 专业推荐单元
| 年度新演员                   | 提名名单                                                                                          | 颁奖嘉宾 |
| ---------------------------- | ------------------------------------------------------------------------------------------------- | -------- |
| 周美君《嘉年华》             |                                                                                                   |          |
| 年度女配角                   | 提名名单                                                                                          | 颁奖嘉宾 |
| 刘引商《顺云》               | - 刘引商《顺云》 - 吴彦姝《相爱相亲》 - 吴可熙《血观音》 - 张榕容《妖猫传》 - 郑铮《无问西东》    |          |
| 年度男配角                   | 提名名单                                                                                          | 颁奖嘉宾 |
| 张译《绣春刀2：修罗战场》    |                                                                                                   |          |
| 年度女主角                   | 提名名单                                                                                          | 颁奖嘉宾 |
| 惠英红《血观音》             |                                                                                                   |          |
| 年度男主角                   | 提名名单                                                                                          | 颁奖嘉宾 |
| 段奕宏《暴雪将至》           |                                                                                                   |          |
| 年度编剧                     | 提名名单                                                                                          | 颁奖嘉宾 |
| 梅峰、黄石《不成问题的问题》 | - 梅峰、黄石《不成问题的问题》 - 张艾嘉、游晓颖《相爱相亲》 - 彭秀慧《29+1》 - 宋欣颖《幸福路上》 |          |
| 年度新导演                   | 提名名单                                                                                          | 颁奖嘉宾 |
| 梅峰《不成问题的问题》       | - 梅峰《不成问题的问题》 - 董越《暴雪将至》 - 鹏飞《米花之味》 - 文晏《嘉年华》                   |          |
| 年度导演                     | 提名名单                                                                                          | 颁奖嘉宾 |
| 陈凯歌《妖猫传》             |                                                                                                   |          |
| 年度电影                     | 提名名单                                                                                          | 颁奖嘉宾 |
| 《明月几时有》               | - 《明月几时有》 - 《芳华》 - 《妖猫传》 - 《嘉年华》                                             |          |

### 大数据单元
- 观众最喜爱预告片：《西虹市首富》
- 观众最喜爱MV：《后来的我们》
- 全家观影最喜爱影片：《熊出没 变形记》
- 最受大学生欢迎影片：《昨日星空》
- 大众最喜爱影片：《我不是药神》
- 最催泪影片：《快把我哥带走》
- 最爆笑影片:《西虹市首富》
- 最具社会话题影片：《我不是药神》

### 媒体推荐单元
- 最受瞩目新演员：文淇《嘉年华》
- 最受瞩目新导演：文牧野《我不是药神》
- 最受瞩目爱情电影：苏伦《超时空同居》
- 最受瞩目演员：佟丽娅《超时空同居》
- 最受瞩目表现：张子枫《快把我哥带走》
- 行业推动典范：浙江卫视《我就是演员》
- 最受期待新导演：李晨 《空天猎》
- 专家推荐新演员：钟楚曦 《芳华》
- 专家推荐导演：韩延《动物世界》
- 最具突破演员：周秀娜 《29+1》
- 最受欢迎演员：周冬雨《后来的我们》[3]